# Joaquin Phoenix
Joaquín Rafael Phoenix (n. 28 octombrie 1974, Rio Piedras, Puerto Rico), cunoscut în trecut ca Leaf Phoenix, este un actor, producător, regizor de videoclipuri, muzician și activist american. A primit un Premiu Grammy, un Glob de Aur și trei nominalizări la Premiile Oscar, pentru rolurile din Gladiatorul, Walk the Line și The Master. A mai jucat printre altele în Ea și Inherent Vice. În 2020, a câștigat premiul Oscar pentru rolul din filmul Joker.

## Legături externe
- Joaquin Phoenix la Internet Movie Database